# Associazione Calcio Reggiana 1919 2021-2022
Questa voce raccoglie le informazioni riguardanti l'Associazione Calcio Reggiana 1919 nelle competizioni ufficiali della stagione 2021-2022.

## Stagione
Tornata in Serie C dopo una sola stagione, la Reggiana viene inclusa nel Girone B. Congedato mister Alvini, la squadra si affida ad Aimo Diana, reduce da una serie di stagioni sulla panchina del Renate. Assieme al mister vengono presentati numerosi nuovi giocatori, quali Daniele Sciaudone, Eric Lanini, Agostino Camigliano, Marco Rosafio e Luca Cigarini. Vengono inoltre rinnovati i contratti a Giacomo Venturi, Luca Zamparo, Igor Radrezza Fausto Rossi e il capitano Paolo Rozzio. Lasciano la squadra, invece, Ivan Varone, Arlind Ajeti e Augustus Kargbo.
Il primo impegno ufficiale della stagione, il primo turno di Coppa Italia di Serie C, viene perso per 1-0 sul campo del Piacenza. In campionato, dopo la vittoria contro l'Aquila Montevarchi alla prima giornata, la squadra pareggia per 1-1 il derby del Secchia contro il Modena, in trasferta allo Stadio Alberto Braglia. Da lì in avanti, tolto il successivo pareggio casalingo contro il Gubbio (0-0), per i granata arrivano cinque vittorie consecutive, tra cui anche due successi esterni sui campi di Siena (2-0) e Pescara (3-2), che proiettano la squadra emiliana al primo posto in classifica.
Nelle successive quattro partite la Reggiana collezionare un totale di 8 punti. Ai due pareggi in trasferta, contro le toscane Grosseto (0-0) e Pontedera (2-2), i granata fanno corrispondere altrettanti successi al Città del Tricolore, prima contro l'Ancona-Matelica (3-1), che era seconda al momento della partita, quindi contro la Lucchese (2-0). Al termine della 12ª giornata la Reggiana è al primo posto in classifica con 28 punti, tre in più del Cesena, e rimane l'unica squadra fino a quel momento imbattuta, insieme al Südtirol (Girone A), e una delle sole quattro, al pari di Milan e Napoli (sebbene in Serie A si sia giocata una giornata in meno), dell'intero panorama professionistico italiano.
L'imbattibilità granata prosegue anche nelle successive due partite, che portano alla squadra 4 punti e le fanno conservare il primato in classifica. Dopo la vittoria in trasferta sul campo della Vis Pesaro (3-0), la squadra pareggia per 0-0 lo scontro al vertice con il Cesena. A questa fase del torneo i granata hanno 2 punti di vantaggio sul Modena secondo.
Le successive cinque partite vedono la squadra ottenere altri 13 ulteriori punti, frutto di quattro vittorie e un pareggio. DOpo il pareggio casalingo per 3-3 contro la Viterbese ultima in classifica, i granata vincono sul campo della Virtus Entella (1-0, gol di Zamparo), fino a quel momento imbattuta in casa. Il girone d'andata viene chiuso con una vittoria per 5-0 sul Teramo, che garantisce alla Reggiana il titolo di campione d'inverno, imponendosi sui "cugini" del Modena (che ora ha gli stessi punti dei granata) in virtù di una miglior differenza reti. La vittoria sul Teramo coincide anche col diciannovesimo risultato utile consecutivo, un record che la squadra condivide ora con la formazione guidata da Pippo Marchioro nella stagione 1992-1993 (quella della promozione in Serie A). L'anno solare, invece, si conclude con l'incontro pre-natalizio contro l'Aquila Montevarchi, valevole già per la prima giornata di ritorno, concluso col punteggio di 3-1 a favore della compagine granata che, dunque, chiude il 2021 da imbattuta in Serie C.
La ripresa, prevista per l'8 gennaio con il derby contro il Modena, viene posticipata di due settimane dalla Lega Pro, la quale, a causa dell'eccessivo numero di positivi al virus SARS-CoV-2 tra i componenti delle 60 società di Serie C, opta per il rinvio delle prime due giornate del nuovo anno solare. La Reggiana torna così in campo il 22 gennaio, esattamente un mese dopo l'ultima volta, e, proprio come nell'ultima partita dell'anno passato, si impone per 3-1 contro una compagine toscana (questa volta, la Pistoiese).
Per quanto riguarda il calciomercato, la Reggiana è particolarmente attiva nel finale della sessione. Sul fronte cessioni, il primo a lasciare Reggio Emilia è Armando Anastasio, richiamato dal Monza dopo il utilizzo. Sempre in prestito partono anche Daniele Sorrentino e Denis Chiesa, entrambi verso l'Aquila Montevarchi. Per quanto riguarda gli arrivi, dall'Alessandria arriva l'attaccante Andrea Arrighini, mentre dall'Avellino arriva il centrocampista Sonny D'Angelo (giocatore per il quale la Reggiana aveva già un accordo per il successivo luglio). Proprio allo scadere del mercato, infine, arriva anche il difensore Antonio Porcino dal Catanzaro.
Nelle successive tre gare di campionato i granata raccolgono cinque punti, frutto di una vittoria (1-0 casalingo sul Siena) e due pareggi. In particolare, lo 0-0 casalingo nella partita contro il Modena, lascia immutata la situazione in testa alla classifica, mentre il pareggio successivo contro la Carrarese (1-1 allo Stadio dei Marmi) consente ai canarini di sopravanzare la Reggiana al primo posto della graduatoria, ora distante due punti.
Nella terza settimana di febbraio, che prevede un tour de force composto da sette partite in un mese, i granata scendono in campo per tre volte. Il primo appuntamento è al Città del Tricolore contro il Pescara, battuto per 2-0 grazie alle reti di Zamparo e Radrezza. Il pareggio del Modena, il giorno precedente, sul campo della Lucchese, permette così alla squadra di tornare a pari punti al primo posto in classifica, sopravanzandoli in virtù di una migliore differenza reti.
Nel successivo turno infrasettimanale, arriva la vittoria in trasferta contro l'Olbia, seguita da circa trecento tifosi, grazie a un rigore trasformato da Eric Lanini. La settimana da tre impegni ravvicinati si completa con la vittoria per 3-1 sul Grosseto (gol di Lanini su punizione di Lanini, Contessa e Rosafio). Il 23 febbraio, dopo 27 partite consecutive da imbattuti, la Reggiana perde in trasferta contro il Gubbio (1-2, gol di Cremonesi), nel recupero della 22ª giornata. La prima sconfitta stagionale fa scivolare i granata al secondo posto della graduatoria, scavalcati di nuovo dal Modena. L'aggancio al vertice non arriva nella giornata successiva: allo Stadio Del Conero la Reggiana pareggia per 1-1 contro l'Ancona-Matelica, recuperando lo svantaggio nel finale grazie ad una conclusione di Rosafio. Questo risultato fa sì che i granata concludano il loro febbraio con un bottino di tre vittorie, tre pareggi e una sconfitta (la prima stagionale) in sette gare, situazione che li rende la seconda forza del girone con 66 punti in 29 partite.
Il 6 marzo la Reggiana recupera due punti al Modena, sconfitto a domicilio dall'Olbia, imponendosi in casa per 2-0 sul Pontedera: le reti dei granata portano la firma di Cremonesi (quarto centro stagionale) e Arrighini, al primo gol con la maglia della Reggiana; con questo risultato la squadra si porta a due punti di distanza dal primo posto, quando mancano ancora otto giornate alla fine del campionato. Inoltre, per la partita con il Pontedera, la Reggiana è scesa in campo con una maglia pre-gara speciale, successivamente acquistabile anche dai tifosi, dal nome Regia for Peace, che si inserisce all'interno dell'ambito delle raccolte fondi promosse dalla Regione Emilia-Romagna a sostegno di tutti i cittadini ucraini coinvolti dalla guerra.
Nel successivo turno di campionato arriva la sconfitta per 1-0 in trasferta contro la Lucchese. La conseguente vittoria del Modena contro la Carrarese fa sì che il distacco dal primo posto in classifica torni ad essere di cinque punti, con sette giornate rimaste alla conclusione del campionato. Nella successiva partita casalinga arriva la vittoria per 3-1 contro la Vis Pesaro (reti di Lanini, Arrighini e Guglielmotti). Nell'anticipo dello stesso turno, intanto, il Modena pareggia in casa contro il Siena e torna a tre lunghezze dalla Reggiana.
Il 21 marzo la Reggiana gioca il Monday Night che chiude il 33º turno di campionato, in trasferta contro il Cesena (terza in classifica), pareggiando per 2-2 con le reti di Zamparo e Lanini e portandosi nuovamente a cinque punti dal Modena.
Nella penultima partita casalinga della stagione i granata ospitano l'Imolese, battendola per 5-2 grazie ai gol di Arrighini, Zamparo, Contessa, Rozzio e Rosafio, e sale così a 76 punti in classifica, a quattro giornate dal termine del campionato.
Nella 34ª giornata i granata pareggiano per 2-2 in trasferta contro la Viterbese (doppietta di Zamparo, che diventa così il miglior marcatore del Girone B). Il Modena, nel frattempo, vuene sconfitto dalla Pistoiese, e rimane a quattro punti di distanza dai rivali a tre giornate dal termine della stagione regolare.
Le successive due partite, contro Fermana e Virtus Entella, vedono i granata vincere rispettivamente per 2-1 (reti di Zamparo e Cremonesi) e 1-0 (gol di Rosafio nell'ultima partita casalinga della stagione regolare). La distanza dal Modena, nel frattempo, rimane invariata. Nel turno successivo i gialloblù non vanno oltre il pari contro il Gubbio e, dunque, entrambe le squadre si giocano la promozione diretta nell'ultima giornata di campionato.
Nell'ultima giornata della stagione regolare arriva la vittoria per 2-0 contro il Teramo (reti di Cigarini, la prima in maglia granata, e Rosafio), ma il contemporaneo successo del Modena contro il Pontedera vanifconsente ai rivali di ottenere la promozione diretta in Serie B. La stagione si conclude così con la Reggiana seconda classificata, con 86 punti totali conquistati (migliore seconda tra tutti e tre i gironi). La squadra si qualifica dunque per i play-off, ai quali partecipano partendo dal secondo turno nazionale.
Dopo 24 giorni di fermo, al secondo turno nazionale dei play-off il sorteggio mette di fronte alla Reggiana la Feralpisalò, già in campo dal turno precedente e vincitrice nel doppio confronto con il Pescara. Nella gara d'andata, disputata allo Stadio Lino Turina di fronte ad oltre mille spettatori ospiti, i granata perdono per 1-0. Tre giorni dopo, nella gara di ritorno, gli avversari vincono per 2-1 (gol di Cremonesi): la Reggiana viene dunque eliminata dai play-off.

## Divise e sponsor
Per la stagione 2021-2022, la Reggiana viene vestita, per il terzo anno consecutivo, dal marchio bolognese Macron. La maglia casalinga è la classica casacca granata della Regia con lo stemma societario in rilievo sul fondo della stessa, mentre per quanto riguarda la maglia da trasferta, gli emiliani sfoggiano, come ormai d'abitudine, una casacca bianca con finiture granata.
In questa stagione, inoltre, Macron presenta anche una terza ed una quarta maglia per la Reggiana. La terza, indossata per la prima volta nel successo esterno contro la Vis Pesaro (0-3, alla 13.ma giornata), arancione nel corpo e nera nelle maniche; la quarta, di base azzurra con un richiamo alla terza nello stile.
Confermato, per la terza stagione consecutiva il main sponsor Immergas, il quale viene accompagnato sulle magliette da altri sponsor, a rotazione in base alla partita, tra quelli facenti parte del Pool Granata.

## Organigramma societario
Area direttiva
- Presidente: Carmelo Salerno
- Presidente Onorario: Romano Amadei
- Vice Presidente: Cesare Roberto
- Vice Presidente: Giuseppe Fico
- Direttore Generale: Vittorio Cattani
- Segretario Generale: Nicola Simonelli
- Responsabile Settore Giovanile: Marco Lancetti

Area comunicazione e marketing
- Addetto Stampa: Marcello Tosi

Area sportiva
- Direttore sportivo: Doriano Tosi
- Direttore sportivo attività agonistica: Simone Rossi
- Direttore sportivo attività di base: Roberto Ferrari
- Team Manager: Michele Malpeli
- Responsabile Scouting: Davide Cocchi

Area tecnica
- Allenatore: Aimo Diana
- Vice Allenatore: Alessio Baresi
- Preparatore atletico: Esteban Anitua
- Preparatore dei Portieri: Antonio Razzano
- Match Analyst: Damiano Bertani
- Responsabile tecnico settore giovanile: Elvis Abbruscato
- Magazziniere: Matteo Ferri, Roberto Tarrachini

Area sanitaria
- Responsabile Sanitaria: Monica Celi
- Fisioterapisti:Nicolò Rinaldi Filippo Torricelli

## Rosa
Aggiornata al 29 gennaio 2022.
| N. |                   | Ruolo | Calciatore          |
| -- | ----------------- | ----- | ------------------- |
| 1  | Italia (bandiera) | P     | Matteo Voltolini    |
| 3  | Italia (bandiera) | D     | Sergio Contessa     |
| 4  | Italia (bandiera) | D     | Paolo Rozzio        |
| 5  | Italia (bandiera) | C     | Fausto Rossi        |
| 6  | Italia (bandiera) | D     | Agostino Camigliano |
| 7  | Italia (bandiera) | A     | Marco Rosafio       |
| 8  | Italia (bandiera) | C     | Luca Cigarini       |
| 9  | Italia (bandiera) | A     | Stefano Scappini    |
| 10 | Italia (bandiera) | A     | Daniele Sorrentino  |
| 11 | Italia (bandiera) | A     | Samuele Neglia      |
| 12 | Italia (bandiera) | P     | Alessandro Marconi  |
| 14 | Italia (bandiera) | D     | Denis Chiesa        |
| 16 | Italia (bandiera) | D     | Alessio Luciani     |
| 17 | Italia (bandiera) | D     | Lorenzo Libutti     |
| 20 | Italia (bandiera) | A     | Andrea Arrighini    |
| 21 | Italia (bandiera) | C     | Igor Radrezza       |

| N. |                   | Ruolo | Calciatore          |
| -- | ----------------- | ----- | ------------------- |
| 22 | Italia (bandiera) | P     | Giacomo Venturi     |
| 23 | Italia (bandiera) | D     | Giuliano Laezza     |
| 24 | Italia (bandiera) | D     | Armando Anastasio   |
| 26 | Italia (bandiera) | D     | Michele Cremonesi   |
| 27 | Italia (bandiera) | C     | Sonny D'Angelo      |
| 28 | Italia (bandiera) | C     | Lorenzo Del Pinto   |
| 30 | Italia (bandiera) | A     | Luca Zamparo        |
| 31 | Italia (bandiera) | D     | Federico Fiorentini |
| 33 | Italia (bandiera) | D     | Cristian Cauz       |
| 38 | Italia (bandiera) | C     | Simone Oppizzi      |
| 44 | Italia (bandiera) | D     | Davide Guglielmotti |
| 88 | Italia (bandiera) | C     | Daniele Sciaudone   |
| 89 | Italia (bandiera) | P     | Stefano Russo       |
| 94 | Italia (bandiera) | A     | Eric Lanini         |
| 96 | Italia (bandiera) | C     | Mattia Muroni       |

## Calciomercato

### Sessione estiva(dal 01/07 al 31/08)
| Acquisti         | Acquisti            | Acquisti          | Acquisti             |
| R.               | Nome                | da                | Modalità             |
| ---------------- | ------------------- | ----------------- | -------------------- |
| D                | Cristian Cauz       | Lecco             | definitivo (60,000€) |
| C                | Davide Guglielmotti | Renate            | definitivo           |
| D                | Sergio Contessa     | Catanzaro         | definitivo           |
| A                | Marco Rosafio       | Cittadella        | definitivo           |
| D                | Agostino Camigliano | Cittadella        | definitivo           |
| D                | Alessio Luciani     | Arezzo            | definitivo           |
| D                | Giuliano Laezza     | Avellino          | definitivo           |
| A                | Daniele Sorrentino  | Lornano Badesse   | definitivo           |
| A                | Samuele Neglia      | Bari              | definitivo           |
| C                | Mattia Muroni       | Modena            | definitivo           |
| C                | Luca Cigarini       | Crotone           | definitivo           |
| D                | Denis Chiesa        | Belluno           | definitivo           |
| C                | Daniele Sciaudone   | Cosenza           | definitivo           |
| P                | Alessandro Marconi  | Inter (Primavera) | definitivo           |
| Altre operazioni |                     |                   |                      |
| R.               | Nome                | da                | Modalità             |
| A                | Eric Lanini         | Parma             | prestito             |
| C                | Armando Anastasio   | Monza             | prestito             |
| C                | Simone Oppizzi      | Inter (Primavera) | prestito (Primavera) |
| A                | Stefano Scappini    | Modena            | rientro dal prestito |
| D                | Giulio Favale       | Cesena            | rientro dal prestito |
| D                | Riccardo Santovito  | Renate            | rientro dal prestito |
| A                | Mattia Marchi       | Südtirol          | rientro dal prestito |
| A                | Ayman M. Sanat      | Prato             | rientro dal prestito |
| D                | Riccardo Gatti      | Catanzaro         | rientro dal prestito |
| D                | Luca Germoni        | Como              | rientro dal prestito |
| C                | Davide Voltan       | Südtirol          | rientro dal prestito |

| Cessioni         | Cessioni            | Cessioni         | Cessioni              |
| R.               | Nome                | a                | Modalità              |
| ---------------- | ------------------- | ---------------- | --------------------- |
| C                | Davide Voltan       | Südtirol         | definitivo (170,000€) |
| C                | Ivan Varone         | Panetolikos      | definitivo (100,000€) |
| D                | Marcos Espeche      | Pontedera        | definitivo            |
| D                | Riccardo Gatti      | Catanzaro        | definitivo            |
| D                | Niko Kirwan         | Padova           | definitivo            |
| D                | Eloge Yao           | Hapoel Jerusalem | definitivo            |
| D                | Riccardo Martinelli | Viterbese        | definitivo            |
| Altre operazioni |                     |                  |                       |
| R.               | Nome                | a                | Modalità              |
| D                | Andrea Costa        |                  | ritiro                |
| D                | Arlind Ajeti        |                  | svincolato            |
| D                | Riccardo Santovito  |                  | svincolato            |
| D                | Bright Gyamfi       |                  | svincolato            |
| A                | Ayman M. Sanat      |                  | svincolato            |
| D                | Luca Germoni        | Südtirol         | svincolato            |
| D                | Giuseppe Zampano    |                  | svincolato            |
| D                | Giulio Favale       | Cesena           | svincolato            |
| A                | Mattia Marchi       | Virtus Verona    | svincolato            |
| C                | Gabriel Lunetta     | Atalanta         | fine prestito         |
| A                | Luca Siligardi      | Parma            | fine prestito         |
| A                | Nicolò Cambiaghi    | Atalanta         | fine prestito         |
| P                | Michele Cerofolini  | Fiorentina       | fine prestito         |
| C                | Simone Muratore     | Atalanta         | fine prestito         |
| A                | Simone Mazzocchi    | Atalanta         | fine prestito         |
| A                | Augustus Kargbo     | Crotone          | fine prestito         |
| A                | Matteo Ardemagni    | Frosinone        | fine prestito         |
| C                | Karim Laribi        | Hellas Verona    | fine prestito         |
| C                | Salvatore Pezzella  | Roma             | fine prestito         |

### Operazioni esterne alle sessioni
| Acquisti | Acquisti          | Acquisti | Acquisti   |
| R.       | Nome              | da       | Modalità   |
| -------- | ----------------- | -------- | ---------- |
| C        | Michele Cremonesi |          | svincolato |
| P        | Stefano Russo     |          | svincolato |

### Sessione invernale(dal 01/01 al 31/01)
| Acquisti         | Acquisti         | Acquisti    | Acquisti   |
| R.               | Nome             | da          | Modalità   |
| ---------------- | ---------------- | ----------- | ---------- |
| A                | Andrea Arrighini | Alessandria | definitivo |
| C                | Sonny D'Angelo   | Avellino    | definitivo |
| Altre operazioni |                  |             |            |
| R.               | Nome             | da          | Modalità   |

| Cessioni | Cessioni           | Cessioni    | Cessioni      |
| R.       | Nome               | a           | Modalità      |
| -------- | ------------------ | ----------- | ------------- |
| D        | Armando Anastasio  | Monza       | fine prestito |
| D        | Denis Chiesa       | Montevarchi | prestito      |
| A        | Daniele Sorrentino | Montevarchi | prestito      |

## Risultati

### Serie C

#### Girone di andata
| Arbitro: | Carrione (Castellammare di Stabia) |

|                        |           |  |
| Zamparo 31’ Rozzio 69’ | Marcatori |  |

| Arbitro: | Tremolada (Monza) |

|                |           |            |
| Ogunseye 45+4’ | Marcatori | 73’ Neglia |

| Reggio Emilia 12 settembre 2021, ore 17:30 CEST 3ª giornata | Reggiana          | 0 – 0 referto | Gubbio | Mapei Stadium - Città del Tricolore (3 628 spett.)\| Arbitro: \| Giaccaglia (Jesi) \| |
| Arbitro:                                                    | Giaccaglia (Jesi) |               |        |                                                                                       |

| Arbitro: | Arena (Torre del Greco) |

|  |           |                        |
|  | Marcatori | 37’ Rosafio 83’ Lanini |

| Arbitro: | Acanfora (Castellammare di Stabia) |

|  |           |                         |
|  | Marcatori | 6’ Sciaudone 9’ Zamparo |

| Arbitro: | Grasso (Ariano Irpino) |

|                               |           |  |
| Neglia 72’, 90+1’ Rosafio 88’ | Marcatori |  |

| Arbitro: | Maranesi (Ciampino) |

|                           |           |                                                  |
| D'Ursi 39’ F. Ferrari 61’ | Marcatori | 34’ Guglielmotti 74’ Lanini 90+1’ (rig.) Zamparo |

| Arbitro: | Di Graci (Como) |

|                          |           |  |
| Lanini 86’, Goal’ (90+1) | Marcatori |  |

| Grosseto 16 ottobre 2021, ore 17:30 CEST 9ª giornata | Grosseto                      | 0 – 0 referto | Reggiana | Stadio Carlo Zecchini (710 spett.)\| Arbitro: \| Pascarella (Nocera Inferiore) \| |
| Arbitro:                                             | Pascarella (Nocera Inferiore) |               |          |                                                                                   |

| Arbitro: | Perenzoni (Rovereto) |

|                                           |           |              |
| Zamparo 63’ Sorrentino 84’ Scappini 90+3’ | Marcatori | 90+1’ Sereni |

| Arbitro: | Di Marco (Ciampino) |

|                         |           |                         |
| Magnaghi 38’ Caponi 63’ | Marcatori | 55’, 74’ (rig.) Zamparo |

| Arbitro: | Luciani (Roma) |

|                          |           |  |
| Sciaudone 43’ Rozzio 64’ | Marcatori |  |

| Arbitro: | Carella (Bari) |

|  |           |                                 |
|  | Marcatori | 33’ Cauz 68’ Lanini 77’ Zamparo |

| Reggio Emilia 14 novembre 2021, ore 14:30 CET 14ª giornata | Reggiana           | 0 – 0 referto | Cesena | Mapei Stadium - Città del Tricolore (7 658 spett.)\| Arbitro: \| Feliciani (Teramo) \| |
| Arbitro:                                                   | Feliciani (Teramo) |               |        |                                                                                        |

| Arbitro: | Maggio (Lodi) |

|  |           |              |
|  | Marcatori | 45’ Scappini |

| Arbitro: | Di Cairano (Ariano Irpino) |

|                                              |           |                                                  |
| Lanini 72’ Sorrentino 76’ Zamparo 84’ (rig.) | Marcatori | 33’ Iuliano 54’ Mėgelaitis 77’ (rig.) Volpicelli |

| Arbitro: | Cascone (Nocera Inferiore) |

|                        |           |          |
| Lanini 10’ Libutti 42’ | Marcatori | 33’ Nepi |

| Arbitro: | Carrione (Castellammare di Stabia) |

|  |           |             |
|  | Marcatori | 55’ Zamparo |

| Arbitro: | Fiero (Pistoia) |

|                                                |           |  |
| Lanini 9’, 12’ Cremonesi 43’, 52’ Neglia 90+1’ | Marcatori |  |

#### Girone di ritorno
| Arbitro: | Kumara (Verona) |

|              |           |                                  |
| Barranca 90’ | Marcatori | 6’ Lanini 49’ Zamparo 60’ Neglia |

| Reggio Emilia 2 febbraio 2022, ore 21:00 CET 21ª giornata | Reggiana             | 0 – 0 referto | Modena | Mapei Stadium - Città del Tricolore (10 594 spett.)\| Arbitro: \| Perenzoni (Rovereto) \| |
| Arbitro:                                                  | Perenzoni (Rovereto) |               |        |                                                                                           |

| Arbitro: | Feliciani (Teramo) |

|                           |           |               |
| Mangni 17’ Migliorini 72’ | Marcatori | 21’ Cremonesi |

| Arbitro: | Saia (Palermo) |

|                          |           |               |
| Cauz 11’, 89’ Lanini 25’ | Marcatori | 45+2’ Sottini |

| Arbitro: | F. Longo (Paola) |

|                    |           |  |
| Zamparo 28’ (rig.) | Marcatori |  |

| Arbitro: | N. Marini (Trieste) |

|            |           |             |
| Tunjov 72’ | Marcatori | 64’ Zamparo |

| Arbitro: | Gualtieri (Asti) |

|                                |           |  |
| Zamparo 9’ (rig.) Radrezza 79’ | Marcatori |  |

| Arbitro: | Acanfora (Castellammare di Stabia) |

|  |           |                   |
|  | Marcatori | 73’ (rig.) Lanini |

| Arbitro: | Cascone (Nocera Inferiore) |

|                                       |           |                |
| Lanini 13’ Contessa 17’ Rosafio 90+1’ | Marcatori | 65’ Nocciolini |

| Arbitro: | Giordano (Novara) |

|                   |           |             |
| Sereni 63’ (rig.) | Marcatori | 83’ Rosafio |

| Arbitro: | Giaccaglia (Jesi) |

|                             |           |  |
| Cremonesi 11’ Arrighini 71’ | Marcatori |  |

| Arbitro: | Maranesi (Ciampino) |

|            |           |  |
| Papini 81’ | Marcatori |  |

| Arbitro: | Luciani (Roma) |

|                                           |           |           |
| Lanini 23’ Arrighini 51’ Guglielmotti 65’ | Marcatori | 41’ Tonso |

| Arbitro: | Ricci (Firenze) |

|                                   |           |                        |
| Pierini 13’ (rig.) Pittarello 39’ | Marcatori | 56’ Zamparo 79’ Lanini |

| Arbitro: | Carella (Bari) |

|                                                              |           |                                     |
| Arrighini 1’ Zamparo 33’ Contessa 40’ Rozzio 65’ Rosafio 85’ | Marcatori | 26’ (rig.) Padovan 88’ L. Benedetti |

| Arbitro: | Saia (Palermo) |

|                             |           |                  |
| Volpicelli 47’ Polidori 57’ | Marcatori | 36’, 55’ Zamparo |

| Arbitro: | F. Longo (Paola) |

|                |           |                           |
| Pannitteri 83’ | Marcatori | 60’ Zamparo 65’ Cremonesi |

| Arbitro: | Perenzoni (Rovereto) |

|             |           |  |
| Rosafio 73’ | Marcatori |  |

| Arbitro: | Monaldi (Macerata) |

|  |           |                          |
|  | Marcatori | 44’ Cigarini 57’ Rosafio |

### Play-off

#### Fase nazionale
| Arbitro: | Fiero (Pistoia) |

|           |           |  |
| Guerra 3’ | Marcatori |  |

| Arbitro: | F. Longo (Paola) |

|               |           |                          |
| Cremonesi 48’ | Marcatori | 33’ (rig.), 36’ Miracoli |

### Coppa Italia Serie C

#### Turni eliminatori
| Arbitro: | Bitonti (Bologna) |

|          |           |  |
| Bobb 67’ | Marcatori |  |

## Statistiche

### Statistiche di squadra
Dati aggiornati al 21 maggio 2022.
| Competizione         | Punti            | In casa | In casa | In casa | In casa | In casa | In casa | In trasferta | In trasferta | In trasferta | In trasferta | In trasferta | In trasferta | Totale | Totale | Totale | Totale | Totale | Totale | DR  |
| Competizione         | Punti            | G       | V       | N       | P       | Gf      | Gs      | G            | V            | N            | P            | Gf           | Gs           | G      | V      | N      | P      | Gf     | Gs     | DR  |
| -------------------- | ---------------- | ------- | ------- | ------- | ------- | ------- | ------- | ------------ | ------------ | ------------ | ------------ | ------------ | ------------ | ------ | ------ | ------ | ------ | ------ | ------ | --- |
| Serie C              | 86               | 19      | 15      | 4       | 0       | 42      | 10      | 19           | 10           | 7            | 2            | 30           | 16           | 38     | 25     | 11     | 2      | 72     | 26     | +46 |
| Play-off             | Quarti di Finale | 1       | 0       | 0       | 1       | 1       | 2       | 1            | 0            | 0            | 1            | 0            | 1            | 2      | 0      | 0      | 2      | 1      | 3      | -2  |
| Coppa Italia Serie C | Primo Turno      | 0       | 0       | 0       | 0       | 0       | 0       | 1            | 0            | 0            | 1            | 0            | 1            | 1      | 0      | 0      | 1      | 0      | 1      | -1  |
| Totale               | 86               | 20      | 15      | 4       | 1       | 43      | 12      | 21           | 10           | 7            | 4            | 30           | 18           | 41     | 25     | 11     | 5      | 73     | 30     | +43 |

### Andamento in campionato
| Giornata  | 1 | 2 | 3 | 4 | 5 | 6 | 7 | 8 | 9 | 10 | 11 | 12 | 13 | 14 | 15 | 16 | 17 | 18 | 19 | 20 | 21 | 22 | 23 | 24 | 25 | 26 | 27 | 28 | 29 | 30 | 31 | 32 | 33 | 34 | 35 | 36 | 37 | 38 |
| --------- | - | - | - | - | - | - | - | - | - | -- | -- | -- | -- | -- | -- | -- | -- | -- | -- | -- | -- | -- | -- | -- | -- | -- | -- | -- | -- | -- | -- | -- | -- | -- | -- | -- | -- | -- |
| Luogo     | C | T | C | T | T | C | T | C | T | C  | T  | C  | T  | C  | T  | C  | C  | T  | C  | T  | C  | T  | C  | C  | T  | C  | T  | C  | T  | C  | T  | C  | T  | C  | T  | T  | C  | T  |
| Risultato | V | N | N | V | V | V | V | V | N | V  | N  | V  | V  | N  | V  | N  | V  | V  | V  | V  | N  | P  | V  | V  | N  | V  | V  | V  | N  | V  | P  | V  | N  | V  | N  | V  | V  | V  |
| Posizione | 2 | 3 | 7 | 3 | 1 | 1 | 1 | 1 | 1 | 1  | 1  | 1  | 1  | 1  | 1  | 1  | 1  | 1  | 1  | 1  | 1  | 2  | 1  | 1  | 2  | 1  | 1  | 1  | 2  | 2  | 2  | 2  | 2  | 2  | 2  | 2  | 2  | 2  |

Legenda:

Luogo: C = Casa; T = Trasferta. Risultato: V = Vittoria; N = Pareggio; P = Sconfitta.

### Statistiche dei giocatori
In corsivo i giocatori ceduti durante la sessione invernale.
| Giocatore       | Serie C  | Serie C | Serie C     | Serie C    | Play-off Serie C | Play-off Serie C | Play-off Serie C | Play-off Serie C | Coppa Italia Serie C | Coppa Italia Serie C | Coppa Italia Serie C | Coppa Italia Serie C | Totale   | Totale | Totale      | Totale     |
| Giocatore       | Presenze | Reti    | Ammonizioni | Espulsioni | Presenze         | Reti             | Ammonizioni      | Espulsioni       | Presenze             | Reti                 | Ammonizioni          | Espulsioni           | Presenze | Reti   | Ammonizioni | Espulsioni |
| --------------- | -------- | ------- | ----------- | ---------- | ---------------- | ---------------- | ---------------- | ---------------- | -------------------- | -------------------- | -------------------- | -------------------- | -------- | ------ | ----------- | ---------- |
| A. Anastasio    | 6        | 0       | 1           | 0          | 0                | 0                | 0                | 0                | 0                    | 0                    | 0                    | 0                    | 6        | 0      | 1           | 0          |
| A. Arrighini    | 14       | 3       | 1           | 0          | 2                | 0                | 1                | 0                | 0                    | 0                    | 0                    | 0                    | 16       | 3      | 2           | 0          |
| A. Camigliano   | 26       | 0       | 4           | 0          | 0                | 0                | 0                | 0                | 1                    | 0                    | 0                    | 0                    | 27       | 0      | 4           | 0          |
| C. Cauz         | 23       | 4       | 2           | 0          | 0                | 0                | 0                | 0                | 0                    | 0                    | 0                    | 0                    | 23       | 4      | 2           | 0          |
| D. Chiesa       | 2        | 0       | 0           | 0          | 0                | 0                | 0                | 0                | 0                    | 0                    | 0                    | 0                    | 2        | 0      | 0           | 0          |
| L. Cigarini     | 34       | 1       | 14          | 0          | 1                | 0                | 0                | 0                | 0                    | 0                    | 0                    | 0                    | 35       | 1      | 14          | 0          |
| S. Contessa     | 33       | 2       | 7           | 0          | 2                | 0                | 0                | 0                | 1                    | 0                    | 0                    | 0                    | 36       | 2      | 7           | 0          |
| M. Cremonesi    | 13       | 5       | 2           | 0          | 2                | 1                | 0                | 1                | 0                    | 0                    | 0                    | 0                    | 15       | 6      | 2           | 1          |
| S. D'Angelo     | 12       | 0       | 2           | 0          | 2                | 0                | 0                | 0                | 0                    | 0                    | 0                    | 0                    | 14       | 0      | 2           | 0          |
| L. Del Pinto    | 4        | 0       | 0           | 0          | 0                | 0                | 0                | 0                | 1                    | 0                    | 0                    | 0                    | 5        | 0      | 0           | 0          |
| D. Guglielmotti | 27       | 2       | 5           | 0          | 2                | 0                | 1                | 0                | 1                    | 0                    | 0                    | 0                    | 30       | 2      | 6           | 0          |
| G. Laezza       | 3        | 0       | 1           | 0          | 0                | 0                | 0                | 0                | 1                    | 0                    | 1                    | 0                    | 4        | 0      | 2           | 0          |
| E. Lanini       | 34       | 15      | 3           | 0          | 2                | 0                | 0                | 0                | 0                    | 0                    | 0                    | 0                    | 36       | 15     | 3           | 0          |
| L. Libutti      | 20       | 1       | 2           | 0          | 1                | 0                | 0                | 0                | 1                    | 0                    | 0                    | 0                    | 22       | 1      | 2           | 0          |
| A. Luciani      | 35       | 0       | 4           | 1          | 2                | 0                | 0                | 0                | 0                    | 0                    | 0                    | 0                    | 37       | 0      | 4           | 1          |
| A. Marconi      | 0        | 0       | 0           | 0          | 0                | 0                | 0                | 0                | 0                    | 0                    | 0                    | 0                    | 0        | 0      | 0           | 0          |
| M. Muroni       | 23       | 0       | 5           | 0          | 1                | 0                | 0                | 0                | 0                    | 0                    | 0                    | 0                    | 24       | 0      | 5           | 0          |
| S. Neglia       | 25       | 5       | 2           | 0          | 1                | 0                | 0                | 0                | 1                    | 0                    | 0                    | 0                    | 27       | 5      | 2           | 0          |
| A. Porcino      | 2        | 0       | 0           | 0          | 0                | 0                | 0                | 0                | 0                    | 0                    | 0                    | 0                    | 2        | 0      | 0           | 0          |
| I. Radrezza     | 33       | 1       | 2           | 0          | 1                | 0                | 0                | 1                | 1                    | 0                    | 0                    | 0                    | 35       | 1      | 2           | 1          |
| M. Rosafio      | 31       | 7       | 4           | 1          | 2                | 0                | 0                | 0                | 1                    | 0                    | 0                    | 0                    | 34       | 7      | 4           | 1          |
| F. Rossi        | 31       | 0       | 3           | 1          | 2                | 0                | 2                | 0                | 1                    | 0                    | 1                    | 0                    | 34       | 0      | 6           | 1          |
| P. Rozzio       | 27       | 3       | 5           | 2          | 1                | 0                | 0                | 0                | 1                    | 0                    | 0                    | 0                    | 29       | 3      | 5           | 2          |
| S. Russo        | 0        | 0       | 0           | 0          | 0                | 0                | 0                | 0                | 0                    | 0                    | 0                    | 0                    | 0        | 0      | 0           | 0          |
| S. Scappini     | 25       | 2       | 0           | 0          | 1                | 0                | 0                | 0                | 1                    | 0                    | 0                    | 0                    | 27       | 2      | 0           | 0          |
| D. Sciaudone    | 36       | 2       | 8           | 0          | 2                | 0                | 1                | 0                | 0                    | 0                    | 0                    | 0                    | 38       | 2      | 9           | 0          |
| D. Sorrentino   | 8        | 2       | 0           | 0          | 0                | 0                | 0                | 0                | 1                    | 0                    | 0                    | 0                    | 9        | 2      | 0           | 0          |
| G. Venturi      | 26       | -16     | 1           | 0          | 2                | -3               | 0                | 0                | 1                    | -1                   | 1                    | 0                    | 29       | -20    | 2           | 0          |
| M. Voltolini    | 13       | -10     | 2           | 0          | 0                | 0                | 0                | 0                | 0                    | 0                    | 0                    | 0                    | 13       | -10    | 2           | 0          |
| L. Zamparo      | 34       | 18      | 5           | 0          | 2                | 0                | 0                | 0                | 1                    | 0                    | 0                    | 0                    | 37       | 18     | 5           | 0          |